# ألمان الرايخ
رايخس دويتشه (بالألمانية: Reichsdeutsche [ˈʁaɪ̯çsˌdɔɪ̯t͡ʃə]، وتعني حرفيًا "ألمان الرايخ") هو مصطلح قديم كان يُستخدم للإشارة إلى الألمان العرقيين الذين كانوا يقيمون داخل الدولة الألمانية التي تأسست عام 1871. وفي الاستخدام المعاصر آنذاك، كان المصطلح يُشير إلى المواطنين الألمان، أي الأشخاص المنتمين إلى الرايخ الألماني، وهو الاسم الرسمي لألمانيا في الفترة الممتدة من عام 1871 حتى 1949.
وعلى النقيض من مصطلح "رايخس دويتشه"، هناك مصطلحات أخرى تُستخدم بحسب السياق والفترة التاريخية، مثل فولكس دويتشه، أي "الألمان العرقيون" خارج ألمانيا، أو أوسلاندس دويتشه، الذي يُشير عادةً إلى المواطنين الألمان المقيمين في الخارج، أو مصطلحات أكثر تحديدًا بحسب مناطق الاستيطان مثل الألمان البلطيقيين أو ألمان الفولغا.